# Ministère de la Sécurité d'État
« Stasi » redirige ici. Pour les autres significations, voir Stasi (homonymie).
Cet article concerne la police politique de la RDA. Pour le ministère de Transnistrie, voir Ministère de la Sécurité d'État (Transnistrie). Pour le ministère nord-coréen, voir Ministère de la Sécurité d'État (Corée du Nord).
Le ministère de la Sécurité d’État (en allemand : Ministerium für Staatssicherheit, MfS), dit la Stasi (abréviation de Staatssicherheit), est le service de police politique, de renseignement, d'espionnage et de contre-espionnage de la République démocratique allemande (RDA) créé le 8 février 1950. Sous tutelle du gouvernement de la RDA, la Stasi était désignée comme « le bouclier et le glaive du parti » (« Schild und Schwert der Partei ») par la propagande du régime.

## Histoire

### Création
Le ministère de la Sécurité d'État fut créé le 8 février 1950 sur le modèle du MGB (ministère de la Sécurité d'État) soviétique, pour remplir les fonctions de police politique : renseignement, espionnage et contre-espionnage de la République démocratique allemande. Il était considéré par l'URSS comme un partenaire extrêmement loyal et efficace. Wilhelm Zaisser fut le premier ministre de la Sécurité d'État, assisté par Erich Mielke.

### De Zaisser à Mielke
Après la tentative de Zaisser de renverser le secrétaire général du SED, Walter Ulbricht, après l'insurrection de juin 1953, Zaisser est congédié par Ulbricht et remplacé par Ernst Wollweber. Ce dernier démissionna en 1957 après des différends avec Ulbricht et Erich Honecker. Son assistant, Erich Mielke, lui succède.
Cette même année, Markus Wolf prend la tête du Hauptverwaltung Aufklärung (HVA) ou « administration centrale de reconnaissance », la section de la Stasi qui s'occupe de contre-espionnage et d'espionnage. À ce poste, il se fait connaître comme un redoutable maître-espion, surnommé « l'homme sans visage » car il refuse de se faire photographier, en infiltrant le gouvernement et les cercles politiques et économiques de l'Allemagne de l'Ouest. Il participe à l'affaire de Günter Guillaume, qui amènera à la chute du chancelier ouest-allemand Willy Brandt en mai 1974. Wolf se retire en 1986 et est remplacé par Werner Grossmann (en).
Bien que la Stasi de Mielke soit déclarée indépendante en 1957, le KGB conserve jusqu'en 1990 des agents de liaison dans les huit principaux services, chacun d'entre eux disposant d'un bureau personnel dans les bâtiments berlinois et d'Allemagne de l'Est. La collaboration est si étroite que le KGB invite la Stasi à établir des bases opérationnelles à Moscou et Léningrad pour surveiller les touristes est-allemands. Mielke appelait les agents de la Stasi « tchékistes de l'Union soviétique ». En 1978, Mielke octroie formellement aux agents du KGB les mêmes droits et pouvoirs que ceux dont ils jouissaient en URSS.

### Dissolution
C'est seulement le 30 juin 1990, après la chute du mur de Berlin en 1989 et juste avant la réunification de l'Allemagne en octobre de la même année, que la Stasi fut dissoute, après avoir été brièvement renommée en « Office pour la sécurité nationale » (Amt für Nationale Sicherheit, AfNS). Elle laisse un encombrant héritage : ses archives, qui contiennent les noms des suspects mais également ceux des agents et de leurs informateurs.

## Organisation

Évolution du nombre d'agents officiels de la Stasi.

Le ministère de la Sécurité d'État s'appuyait sur des agents officiels et un grand nombre d'informateurs, appelés « IM » (Inoffizieller Mitarbeiter, c'est-à-dire collaborateurs officieux).

### Liste des ministres
| Nom                   | Début du mandat | Fin du mandat |
| --------------------- | --------------- | ------------- |
| 1. Wilhelm Zaisser    | 1950            | 1953          |
| 2. Ernst Wollweber    | 1953            | 1957          |
| 3. Erich Mielke       | 1957            | 1989          |
| 4. Wolfgang Schwanitz | 1989            | 1989          |

### Le Cercle des poètes de la Stasi
Alors que chaque secteur économique de la RDA se dote d'un cercle littéraire dans les années 1960 pour en faire un instrument de l'endoctrinement et de la propagande communiste enseignant aux travailleurs que la littérature poétique va estomper les classes sociales, la Stasi en fait de même en fondant un cercle de poésie clandestin par Uwe Berger (de), collaborateur officieux du ministère en mission spéciale. Ce Cercle des poètes de la Stasi qui est lui aussi chargé de répandre la parole marxiste-léniniste et subvertir l'Occident capitaliste, se professionnalise dans les années 1980. Il constitue un système de détection contre ses écrivains membres se livrant à une subversion politico-idéologique anti-communiste, complétant ainsi la surveillance des 620 000 informateurs de la Stasi entre 1950 et 1989,.

## Structure

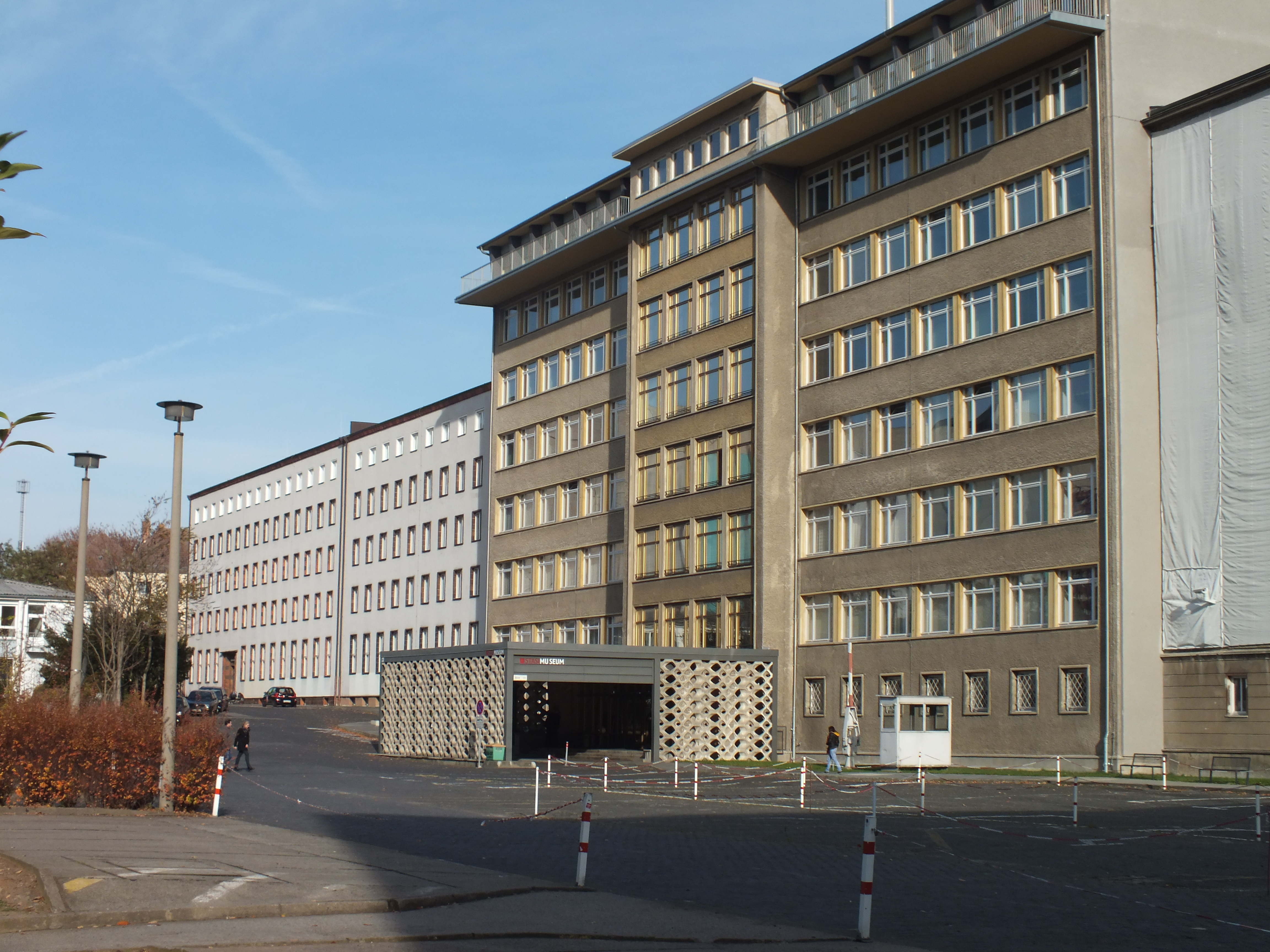
Le siège de l'administration centrale du ministère (Haus 1) à Berlin-Lichtenberg.

Le quartier général était localisé au no 103 de la Ruschestrasse dans le district de Lichtenberg au sein de Berlin-Est et occupait tout un pâté de maisons de la ville. Le ministère était structuré sur le modèle du NKVD soviétique, l'ancêtre du KGB. Entre 1950 et 1989, la Stasi comptait dix-sept prisons préventives où étaient internés les détenus.
Au moment de sa dissolution, elle comptait environ 91 000 agents officiels et 175 000 informateurs, soit 1 % de la population est-allemande. La Stasi comportait donc 266 000 agents et constituait une surveillance très présente et très efficace mais certains services et certains employés étaient chargés de tâches sans rapport avec la surveillance comme au Département des finances ou au Département armements et services chimiques, ou assuraient d’autres types de fonctions régaliennes que l’espionnage de la population comme le contrôle des passeports et des frontières par le Département principal VI, la répression des fugitifs ayant été coordonnée par un service distinct (le ZKG).
La Stasi était composée des services suivants :
- Hauptverwaltung Aufklärung (HvA) se concentrait principalement sur l'Allemagne de l'Ouest et l'Organisation du traité de l'Atlantique nord, mais pratiquait également l'espionnage en Allemagne de l'Est et dans d'autres pays. Selon Maurice Najman dans L’Œil de Berlin publié aux éditions Balland, il n’est pas possible de disposer de chiffres fiables concernant le nombre d’agents qui ont travaillé pour le HvA mais il aurait pu varier de 4 000 à 11 000 au total. Le HvA comptait vingt départements et disposait d’antennes locales décentralisées chargées de recruter au plus près de la population.

- Un ensemble d'« Abteilungen » (services ou sections)
  - Abteilung 26 Telefonüberwachung und Abhörmaßnahmen : surveillance des télécommunications, écoutes téléphoniques, micros dissimulés dans des objets courants
  - Abteilung Bewaffnung und Chemische Dienste (BCD) : armes, services chimiques
  - Abteilung Finanzen : finances
  - Abteilung Nachrichten : informations radio et télévisées
  - Abteilung X : liaisons internationales
  - Abteilung XI – ZCO, Zentrales Chiffrierorgan der DDR : chiffrement, codes secrets
  - Abteilung XIV – Zentrale Gefängnisverwaltung : service des prisons, gestion de la prison de Berlin-Hohenschönhausen et de la prison du siège de la Stasi, gestion des prisons des 15 districts régionaux de la Stasi
  - Abteilung XXIII – Terrorbekämpfung und Spezialaufgaben : lutte « anti-terroriste » et missions spéciales, à partir de 1989 intégration dans l'Abteilung HA XXII, auparavant Groupe de travail du domaine ministériel AGM/S, formé de commandos de combat, de sécurisation, de surveillance des vols aériens, de parachutistes et d'hommes-grenouilles[9]
  - Arbeitsgruppe Bereich Kommerzielle Koordinierung (AG BKK), coordination commerciale sous les ordres d'Alexander Schalck-Golodkowski[10]
  - Arbeitsgruppe des Ministers (AGM) – Mobilmachung, Schutzbauten : mobilisation militaire, bunkers
    - Sondereinheiten AGM/U : unités spéciales
    - AGM/S – „militärisch-operative Spezialaufgaben“ : voir plus haut
    - Régiment de garde „Feliks Dzierzynski“

  - Arbeitsgruppe E auprès du vice-ministre le Generaloberst Mittig (AG E) : sécurisation de points militaires stratégiques, développement de contre-mesures pour lutter contre des systèmes d'investigation ennemis automatisés
  - Arbeitsgruppe XVII – Büro für Besuchs- und Reiseangelegenheiten (BfBR) in Berlin (West) : autorisations de voyage à Berlin-Ouest
  - Büro der Leitung (BdL) : sécurisation du matériel du ministère, service postal
  - Büro der Zentralen Leitung der Sportvereinigung Dynamo : gestion du SV Dynamo, club multi-sports de la Stasi
  - Hauptabteilung I (MfS) (HA I) ou Bureau 2000 : surveillance et sécurisation de l'Armée nationale populaire, des services de renseignement militaire et des troupes frontalières
  - Hauptabteilung II (HA II) : contre-espionnage
  - Hauptabteilung III (HA III) : contre-espionnage électronique et radio, espionnage téléphonique à l'étranger
  - Hauptabteilung VI (HA VI) : contrôle des passeports, tourisme (par ex. les Interhotel), surveillance des voyageurs entrants ou en transit (aires d'autoroute, parkings)
  - Hauptabteilung VII (HA VII) : surveillance au Ministère de l'Intérieur et de la Police populaire
  - Hauptabteilung VIII (HA VIII) : surveillance de la circulation en transit, surveillance des missions militaires
  - Hauptabteilung IX (HA IX) : enquêtes politiques officielles avec autorité juridique ; la section a une influence décisive sur les procédures judiciaires et les jugements prononcés. Le chef de la Stasi, Mielke, est membre de la section du parti SED qui y est rattachée.
    - Hauptabteilung IX/11 : poursuite de nazis et criminels de guerre[11]

  - Hauptabteilung XV : ancien nom de la Hauptverwaltung Aufklärung
  - Hauptabteilung XVIII (HA XVIII) : surveillance de l'économie, production d'armement, contrôle des ministères de l'industrie, de l'agriculture, des finances, du commerce et des douanes, surveillance de la nomenklatura et des cadres dirigeants en voyage à l'étranger, construction militaire, commerce avec les troupes d'occupation soviétiques
  - Hauptabteilung XIX (HA XIX) : trafic aérien (Interflug), trafic ferroviaire (Deutsche Reichsbahn), trafic fluvial, trafic maritime, courrier et télégrammes
  - Hauptabteilung XX (HA XX) – surveillance de l'appareil d'État, des institutions religieuses, de la Culture, des mouvements souterrains (réseaux d'oppositions politique) ; télécommunications militaires
  - Hauptabteilung XXII (HA XXII) : « anti-terrorisme »
  - Hauptabteilung Personenschutz (HA PS) : protection des personnalités
  - Hauptabteilung Kader und Schulung (HA KaSch) : formation des cadres
    - Hochschule des Ministeriums für Staatssicherheit : École de la Stasi
    - Zentraler Medizinischer Dienst (ZMD) : service médical

  - Operativ-Technischer Sektor (OTS) : services techniques
  - Verwaltung Rückwärtige Dienste (VRD) : services d'intendance
  - Zentrale Arbeitsgruppe Geheimnisschutz (ZAGG) : protection du secret
  - Zentrale Auswertungs- und Informationsgruppe (ZAIG) : services d'évaluation
    - Abteilung XII : service central d'archives, conservation et consultation des dossiers
    - Abteilung XIII : centre de calculs
    - Abteilung M : contrôle du courrier
    - Abteilung PZF (1962–1983) : contrôle des colis postaux, paquets, publications imprimées venant de l'Ouest
    - Rechtsstelle : services juridiques

  - Zentrale Koordinierungsgruppe (ZKG) : surveillance des personnes en fuite ou passant à l'Ouest
  - Zentraler Operativstab (ZOS) : centrale opérationnelle

## Missions

Première version, mais elle a toujours été utilisée jusqu'au bout.

Le MfS était principalement la police secrète de la RDA, qui agissait comme un organe de surveillance et de répression du Parti communiste sans contrôle juridique parlementaire et administratif et contrôlait tous les domaines de la société de la RDA. Le MfS ne peut être considéré qu'en second lieu comme un service de renseignement étranger.
En tant que police politique, la Stasi avait pour principal objectif de traquer les opposants au régime instauré à la suite de l’occupation des Länder de l’Est par l’Armée rouge. Ses méthodes évoluent, passant de la terreur ouverte à des techniques plus larvées comme la décomposition. Lorsque la Stasi connaissait l’opinion de quelqu’un, elle préférait utiliser des pressions discrètes en forçant un homme à démissionner, un étudiant à arrêter ses études ou à « conserver ses fonctions sociales » en le forçant à devenir informateur à son tour : IM (Inoffizieller Mitarbeiter). Les méthodes comprenaient des aveux, en partie sous la torture, et des procès-spectacles, y compris la préparation des jugements.
Sa tâche principale se reflète dans la répartition numérique du personnel. Sous la direction de la Stasi, un total de 33 000 prisonniers politiques de la RDA ont été expulsés de la RDA vers l'Allemagne de l'Ouest dans les années 1964 à 1989 dans le cadre des opérations de rançon des détenus pour un paiement par tête compris entre 40 000 et 95 000 DM.
Un document, daté du 1er octobre 1973 et retrouvé dans les archives de la Stasi en 2007 atteste que les soldats étaient autorisés à ouvrir le feu sur toute personne essayant de franchir le mur de Berlin, y compris les femmes et les enfants.
Ce service de renseignement était pour l'époque un des plus actifs à travers le monde. À sa dissolution, son contingent est estimé entre 90 000 et 91 000 agents sur le territoire de la RDA. Mais on a aussi estimé à 190 000 le nombre d'agents informels (IM) en RFA. La Stasi avait complètement infiltré les systèmes administratifs et politique de la RFA. Elle pouvait connaître et anticiper les prises de décision ouest-allemandes sur le plan national, comme international.

### En RDA
Au niveau national, les missions comprenaient le contrôle des organisations de masse et le démantèlement et la scission ciblés de cercles d'opposition potentiels, tels que les intellectuels, les dissidents, ainsi que l'église et ses groupes de jeunes. Elle comprenait également une surveillance étendue des citoyens de la RDA et, dans certains cas, de leurs proches hors de la RDA, au mépris de leurs droits civils. Cela se faisait, entre autres, en espionnant, en censurant la presse et les films et en supprimant la liberté d'expression.
Le service de renseignement intérieur était également responsable des enquêtes et de la détention provisoire en cas d'infractions pénales telles que les tentatives de fuite hors de la république, conformément à l'article 213 du Code pénal de la RDA (appelé là à partir de 1968 « passage illégal de la frontière ») et de l'agitation anti-subversive.
Quand des décès survenaient au mur de Berlin ou à la frontière intérieure allemande, le MfS reprenait l'enquête afin notamment de dissimuler les événements au public et aux proches.
Dans ses missions de surveillance idéologique, la Stasi supervisait le transfert vers l'Ouest des prisonniers politiques rachetés par la RFA.

### À l'étranger
À l'étranger, les tâches comprenaient la mise en œuvre d'opérations secrètes typiques des services secrets et l'espionnage par la direction générale pour la reconnaissance. Ils comprenaient également des missions de renseignement en Allemagne de l'Ouest et à Berlin-Ouest dans le but d'obtenir des informations de toutes les institutions importantes des Alliés occidentaux (gouvernement de Bonn, industrie, recherche).

#### Assassinats
Divers assassinats par la Stasi d'opposants au régime vivant à l'ouest sont documentés. Après la construction du mur en 1961, la Stasi a entraîné des « combattants » qui se sont entraînés à liquider des personnes dans une zone d'entraînement militaire secrète. Des agents du MfS ont tenté à plusieurs reprises d'assassiner Wolfgang Welsch, qui fournissait une aide aux personnes voulant s'évader et qui vivait en République fédérale d'Allemagne. Dans le meurtre du dissident est-allemand Bernd Moldenhauer, qui vivait à l'Ouest, il existe des preuves que le MfS avait mandaté l'auteur. Siegfried Schulze, qui avait fui la RDA en 1972 et menait des actions spectaculaires contre le mur de Berlin, a été la cible d'une tentative d'assassinat en 1975. Un attentat à la lettre piégée a été perpétré en 1982 contre Kay Mierendorff de Steglitz, qui fournissait également une aide aux personnes voulant s'évader, auquel il a survécu en étant grièvement blessé, sa femme étant décédée des conséquences à long terme.
Les assassinats ont été planifiés en étroite coordination avec les services secrets soviétiques du KGB, les scénarios de meurtre ont été personnellement approuvés par Erich Mielke. Parmi les victimes figuraient des transfuges de leurs propres rangs, surtout de l'appareil du Parti communiste (SED), de la Police populaire et de l'Armée nationale populaire, ainsi que des citoyens allemands impliqués dans des organisations anticommunistes.

#### Attaques terroristes
Sous le nom de code « Separat », la Stasi était en contact étroit avec le groupe terroriste du terroriste vénézuélien Carlos depuis au moins 1980. Il a été prouvé que le Service de sécurité de l'État de la RDA était impliqué dans le terrorisme international par le biais du groupe terroriste d'extrême gauche Cellules révolutionnaires :
Le 25 août 1983, un attentat à la bombe est perpétré contre le centre culturel de la Maison de France du Kurfürstendamm à Berlin. Une personne a été tuée et 23 autres sont grièvement blessées. Les 24 kilogrammes d'explosifs ont détruit les deux derniers étages de la maison où se trouvait le consulat général de France, qui a fait l'objet de l'attentat. En septembre 1990, l'Office fédéral de la police criminelle mettait la main sur un dossier dans lequel étaient révélés les enchevêtrements terroristes du ministère de la Sécurité d'État : la Stasi avait permis au terroriste allemand Johannes Weinrich, chef des Cellules révolutionnaires, de préparer l'attaque terroriste depuis Berlin-Est : Weinrich, voyageant avec un passeport syrien, avait apporté les explosifs à Berlin-Est en 1982, où la Stasi les avait temporairement confisqués. Lorsque des employés de la Stasi ont fouillé lors d'une perquisition dans la chambre d'hôtel de Weinrich en janvier 1983 et ont eu un aperçu de ses plans pour l'attentat à la bombe prévu à Berlin, au moyen duquel la terroriste Magdalena Kopp devait être libérée de sa détention en France, ils lui ont restitué ses 24 kg d'explosifs. Pour cette raison, l'ancien lieutenant-colonel responsable de la Stasi Helmut Voigt, à l'époque chef du département XXII (le contre-terrorisme de la Stasi), a été condamné à quatre ans de prison en 1994 pour complicité de meurtre.
Selon les recherches du Forschungsverbundes SED-Staat, le MfS a été activement impliqué dans l'attentat à la bombe perpétré contre la discothèque La Belle à Berlin-Schöneberg dans la nuit du 4 au 5 avril 1986, au cours duquel trois personnes sont mortes et des centaines ont été blessées. Les documents traités de la Stasi montrent qu'un employé non officiel de la Stasi a été impliqué dans les préparatifs de l'attentat. La discothèque était principalement visitée par des soldats des forces armées américaines. L'espion de la Stasi Yasser C., un étudiant palestinien de l'université technique de Berlin sous le nom de code Alba, a repéré trois cibles possibles, dont La Belle. Une call-girl ayant des liens avec la Stasi, Verena C., a placé la bombe sur les lieux de l'attaque.

### Affaire Guillaume

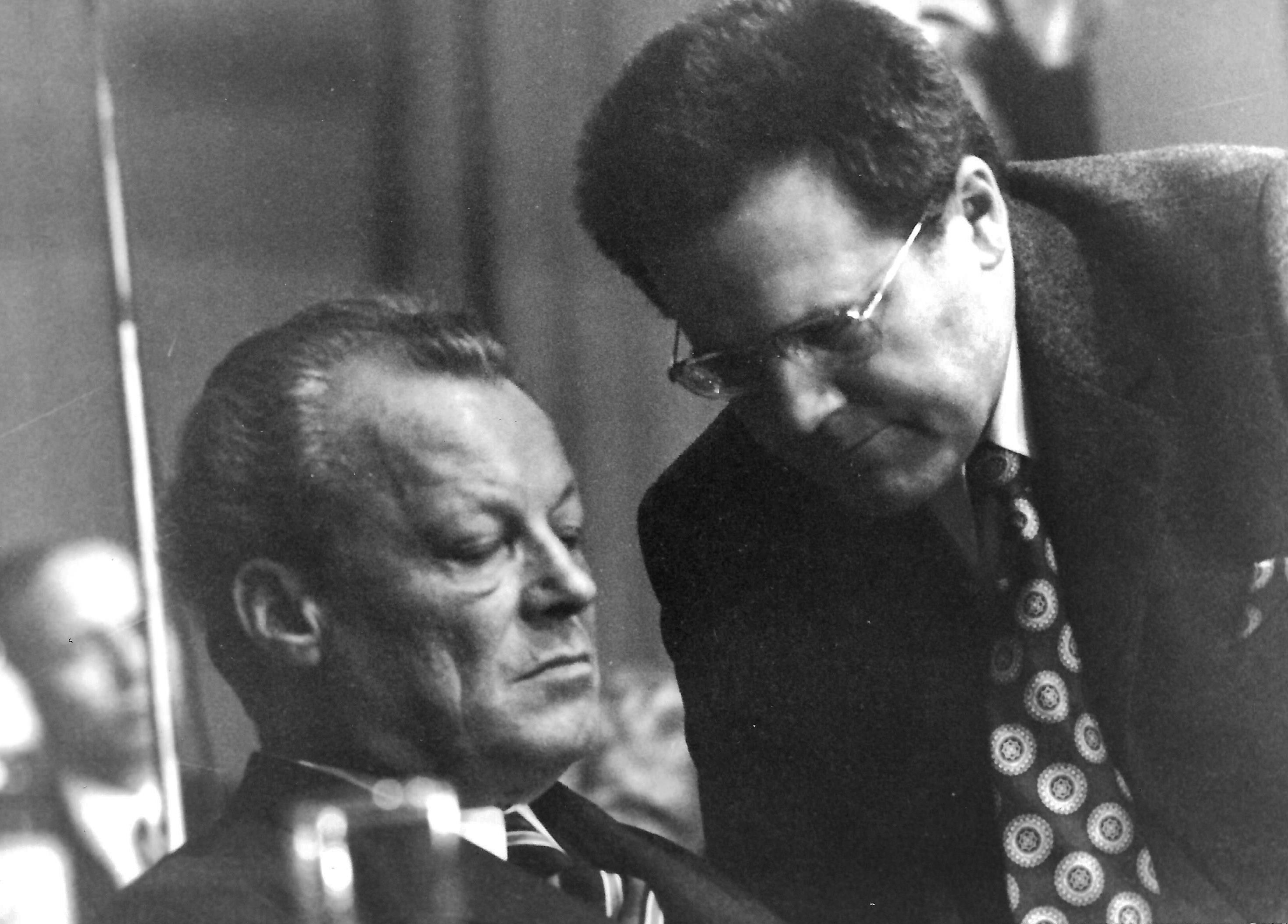
Willy Brandt et Günter Guillaume, vers 1974.

Günter Guillaume fut envoyé comme réfugié à l'ouest dans les années 1950 pour être agent dormant de la Stasi (IM) en RFA. Sur ordre du MfS, sa femme (elle aussi agent de la Stasi) et lui prennent une carte du SPD, parti politique ouest-allemand. Au fil du temps, Guillaume grimpe les échelons du parti, de chef de bureau à responsable de région, et y montre son talent d'organisateur. Grâce à l'élection du chancelier Willy Brandt, il arrive début 1970 au sein de la Chancellerie de l'Allemagne fédérale, qui cherche à remplacer son personnel par des partisans fidèles. Il est vite nommé conseiller, très proche du chancelier.
C'est alors que Markus Wolf et son adjoint Werner Grossmann se sont trouvés face à un dilemme : utiliser cet agent, ou bien le laisser inactif, au risque qu'il soit découvert par la RFA, dégradant les relations avec elle et voir se fâcher l'URSS, le KGB aimant maîtriser ses pays satellites. Ils prirent la décision de l'exploiter avec la plus grande prudence pour ne pas le mettre en danger. Les relations furent espacées. Même quand la Stasi a appris que Christel, l'épouse de Guillaume, était suivie par la DST lors d'un déplacement à Paris, il n'a pas été avisé.
Cependant depuis 1973, le contre-espionnage ouest-allemand avait des doutes sur la fiabilité de Guillaume : le MfS envoyait des télégrammes en code pour souhaiter à ses agents un bon anniversaire. C'est en déchiffrant un de ces télégrammes que les pisteurs ouest-allemands parvinrent à l'identifier. Mais cette preuve était mince. Le 24 avril 1974, l'espion est-allemand fut quand même arrêté à son domicile avec son épouse. Il déclara être officier du MfS, et demanda à être traité avec les honneurs dus à son rang. Une perquisition prouva que des informations, des photos et des films compromettants avaient été collectés, tirés et tournés par Günter Guillaume. Cette documentation mettait le chancelier allemand à la merci d'un chantage. Le scandale fut tel que le chancelier donna sa démission peu après. Le couple Guillaume fut condamné.

## Après la chute du Mur

### Archives
Les archives de la Stasi contiennent le fichage de plusieurs millions de personnes, en premier lieu des citoyens de la République démocratique allemande, mais aussi de la République fédérale d'Allemagne et d'autres États étrangers. À la suite de l'effondrement de la RDA, elles ont été confiées à un organisme spécifique, le Bundesbeauftragte für die Unterlagen des Staatssicherheitsdienstes der ehemaligen Deutschen Demokratischen Republik (littéralement « mandataire fédéral pour la documentation du service de sécurité de l'État de l'ex-République démocratique allemande ») ou BStU.

### Musée dans les anciens locaux

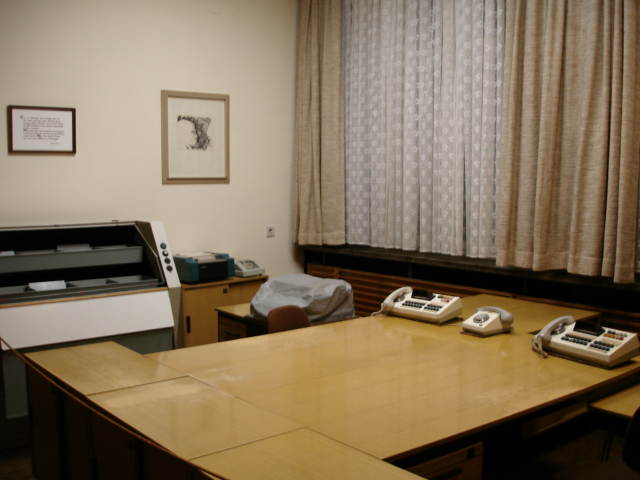
Le secrétariat.

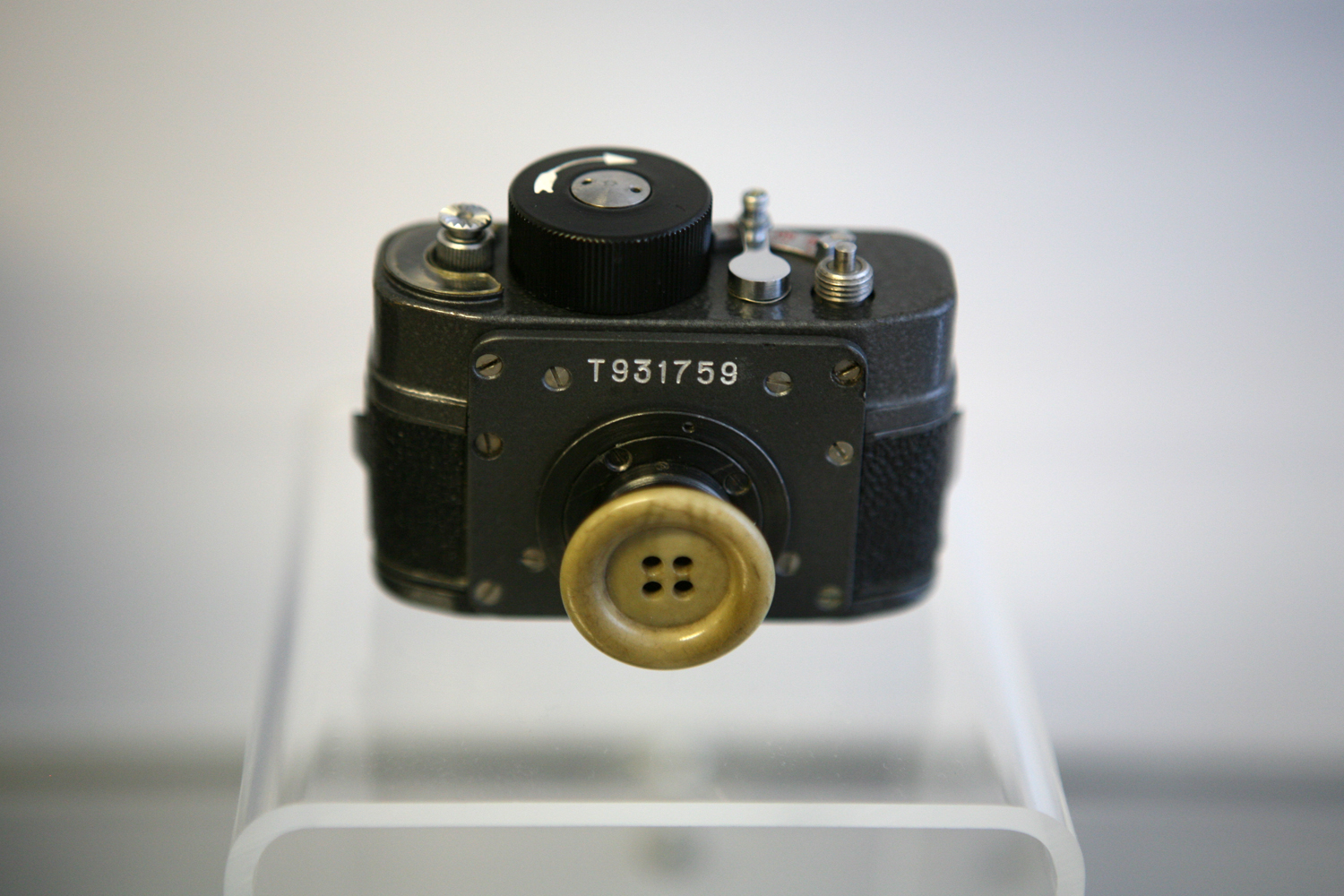
Appareil photo espion minuscule utilisé par la Stasi. L'appareil photo était caché dans les vêtements. Il se trouve au Musée Stasi.

L'association ASTAK (Antistalinistische Aktion Berlin-Normannenstraße), fondée par d'anciens comités de citoyens de la RDA, a transformé les anciens quartiers généraux de la Stasi en musée, sur plusieurs étages.
Le rez-de-chaussée a été conservé tel qu'il était, avec les nombreuses statues et drapeaux qui le décoraient. Au premier étage, les visiteurs peuvent découvrir le bureau de Mielke, celui du colonel Heinz Volpert (de) et du général de division Hans Carlsohn (de), le secrétariat, la salle de conférence et sa carte géante de l'Allemagne, la cafétéria, la cuisine, un vestiaire et le salon des chauffeurs et gardes du corps. Entre ces deux étages sont exposés des symboles de la Stasi et des objets de surveillance utilisés par les agents officiels pour traquer les citoyens : tissus imprégnés de la transpiration d'une personne interrogée, vêtements, caméras miniatures cachées dans des paquets de cigarettes ou des cravates, armes… Une exposition photographique retrace l'histoire du Ministère, de sa création à la chute du mur de Berlin.
Par plaisanterie, les Est-Allemands avaient donné comme devise à cette institution : « Si tu ne viens pas à nous, nous irons à toi ».

### Condamnations
En RFA, la collaboration avec la Stasi était assimilée à de la haute trahison et passible de prison. Dans les faits, seuls 64 Allemands de l'Ouest (sur 3 000 personnes soupçonnées) et 23 Allemands de l'Est (sur 4 000 inculpations) ont été condamnés pour leur passé dans la police politique.

## Dans la culture
Le film La Vie des autres décrit une opération de la Stasi contre un dramaturge dans le but de prouver sa trahison envers le régime. L'agent, originellement froid, se met à avoir des scrupules et cache des faits à sa hiérarchie. Après la chute de la RDA, apprenant qu'il était surveillé en permanence, l'écrivain vient consulter son dossier aux archives de la Stasi, comme il en a désormais le droit. Le dossier fait plusieurs volumes, preuve de la minutie de la Stasi. Il découvre alors que l'agent chargé de sa surveillance n'a pas rapporté tous les faits. Ainsi, pour Hubertus Knabe (de), directeur du mémorial à l'ancienne prison de la Stasi à Berlin[réf. non conforme], « ce film donne l'impression que des officiers de la Stasi ont tenté d'aider leurs victimes ou leurs détenus. Cela n'est [cependant] jamais arrivé et cela n'aurait pas pu arriver, car la surveillance était intense et les cas de trahison passibles de la peine de mort ».
Jacques Kaufmann a publié plusieurs fictions dont les personnages principaux sont d'anciens agents de la Stasi, notamment Vengeance à l'Est et Otages des Andes.
Arnaldur Indriðason a également écrit un livre dont les personnages principaux sont reliés à la Stasi : L'Homme du lac (en).
Gérard Guégan, Markus Wolf avait une sœur, je l'ai aimée, roman, Paris, Grasset, 1997  (ISBN 2-246-55651-1).
Dany Kuchel a écrit, en novembre 2011, un roman-documentaire sur la Stasi Le Glaive et le Bouclier, sur l'activité des agents clandestins de la Stasi, en Europe de l'Ouest, notamment en France.
Le film D'une vie à l'autre, sorti en 2014 et réalisé par Georg Maas, traite de la présence de la Stasi en Norvège, ainsi que son implication dans l'embauche de jeunes enfants issus d'orphelinats (Lebensborn) et qui deviendront espions pour la Stasi.
Dans Le Cénotaphe de Newton (Gallimard, 2017), Dominique Pagnier estime que les archives de la Stasi, dans leur écriture clinique relèvent d'une forme de « perfection formelle », qui pourrait inspirer de nombreux romans : « Sans doute une forme littéraire est-elle née dans les bureaux des services du Komintern et s'est-elle perfectionnée dans les bureaux de la Tcheka, du NKVD, du KGB, forme à laquelle les prussiens ont donné ses lettres de noblesse pour en faire quelque chose de proche de l'écriture blanche par sa sobriété, et du Nouveau Roman par sa précision. »

### Filmographie
- La Vie des autres (Das Leben der Anderen) de Florian Henckel von Donnersmarck, sorti en 2006, se déroule dans un Berlin-Est contrôlé par les services secrets de la Stasi.
- Le Tunnel (Der Tunnel) de Roland Suso Richter se déroule aussi en RDA pendant la construction du mur de Berlin.
- Le Perroquet Rouge (Der Rote Kakadu) de Dominik Graf.
- La Piqûre du scorpion (de) de Stephan Wagner (de), sorti en 2004.
- Sonnenallee montre les activités de la Stasi en RDA.
- Sans identité (Unknown) de Jaume Collet-Serra, fiction évoquant la reconversion d'anciens agents de la Stasi.
- D'une vie à l'autre de Georg Maas, sorti en 2014.